# Antsirabe
Antsirabe – miasto w środkowej części Madagaskaru, u podnóża masywu wulkanu Ankaratra, na wysokości 1500 m n.p.m. Stolica regionu Vakinankaratra. Według spisu z 2018 roku liczy 246,4 tys. mieszkańców i jest trzecim co do wielkości miastem w kraju. 
W mieście rozwinął się przemysł spożywczy, włókienniczy, tytoniowy oraz cegielniany.

## Galeria

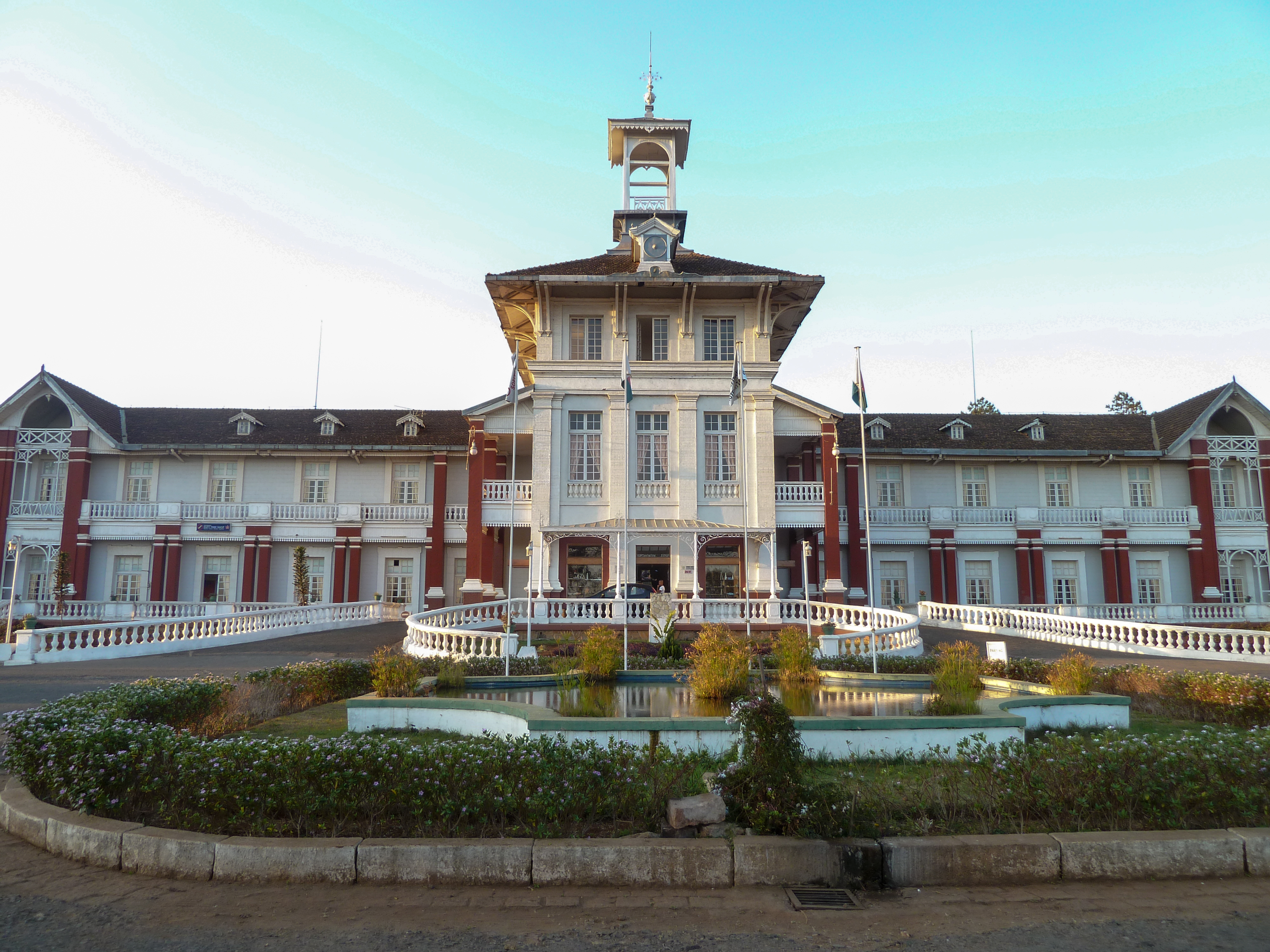
Uzdrowisko Hôtel des Thermes, do którego w 1955 roku Francuzi wygnali marokańskiego króla Hassana II.
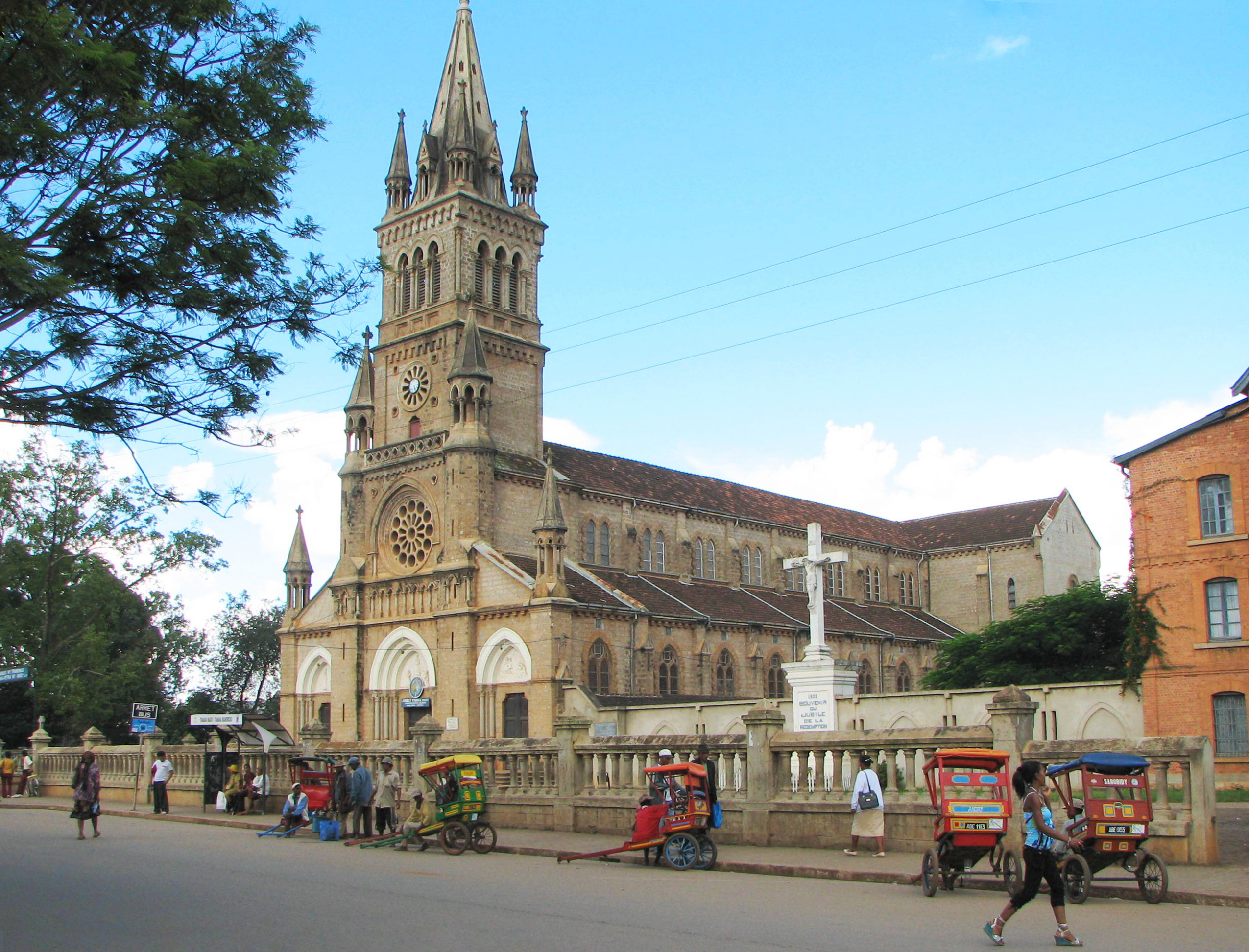
Katedra katolicka Notre Dame w Antsirabe.
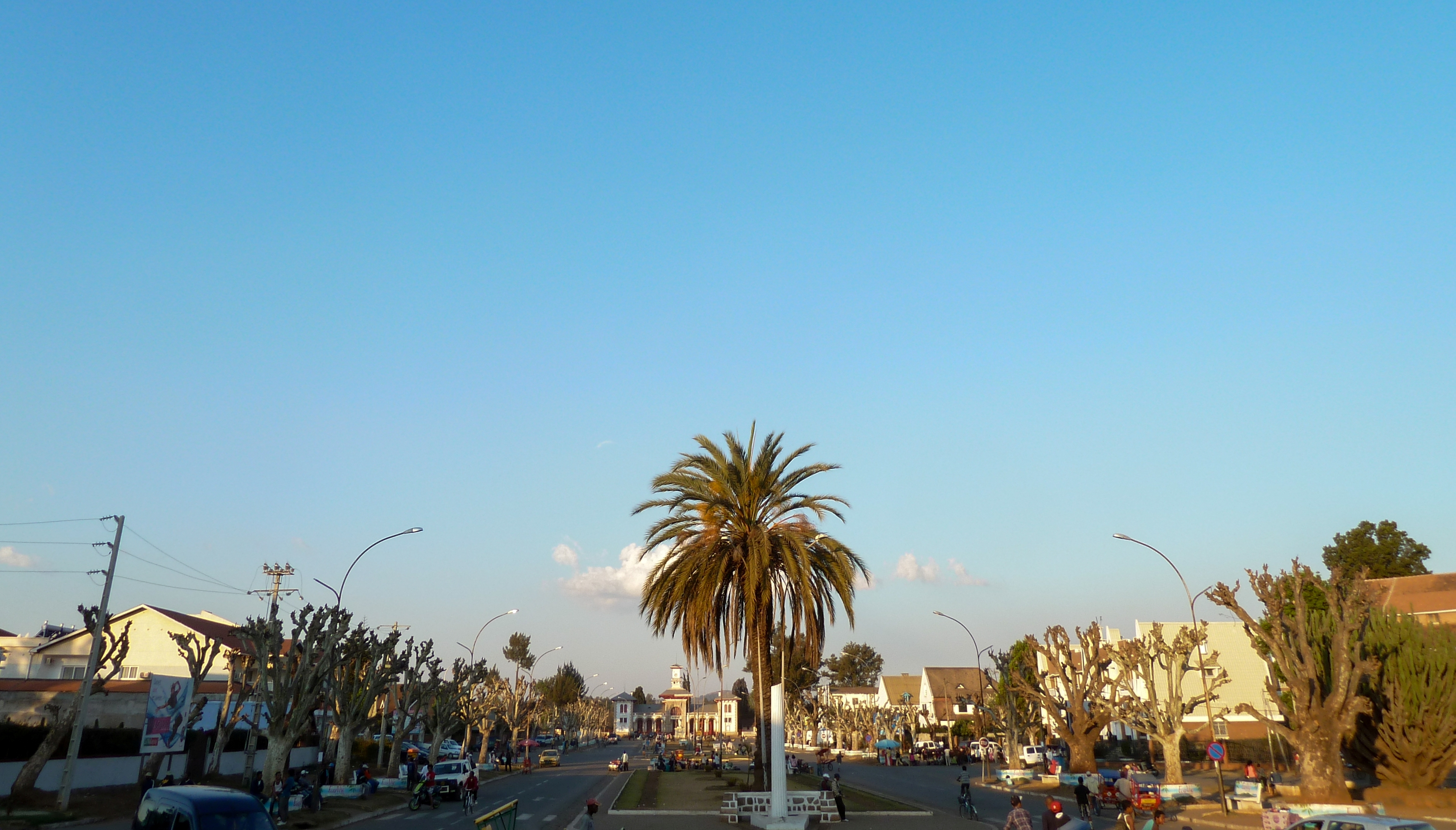
Grande Avenue z dworcem w tle.
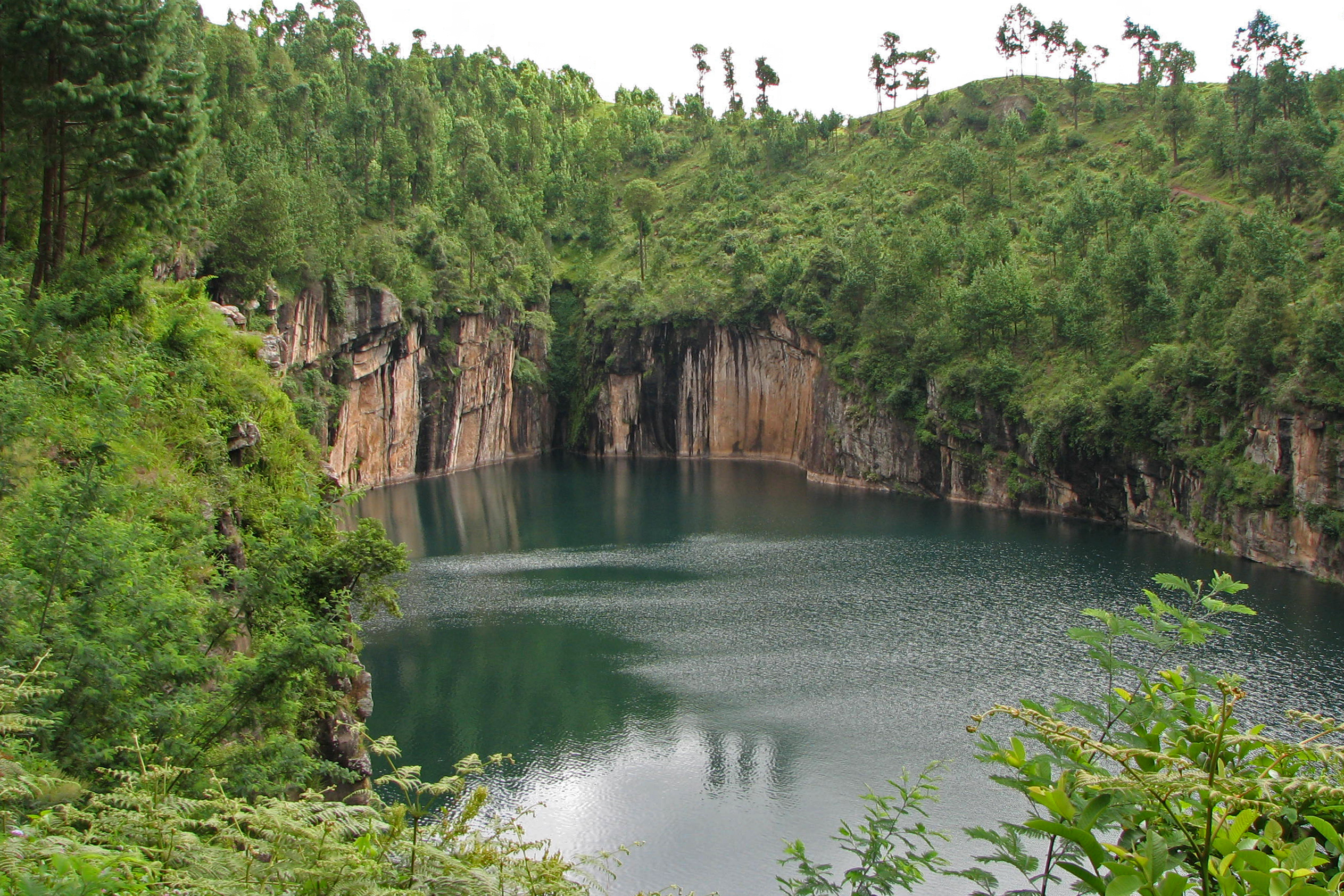
Jezioro Tritriva w pobliżu miasta.

## Miasta partnerskie
- Montluçon
- Stavanger
- Vacoas-Phoenix